# Сильвестр, Франк
Франк Клод Сильве́стр (фр. Franck Claude Silvestre; род. 5 апреля 1967, Париж) — французский футболист, игравший на позиции центрального защитника. Двоюродный брат Микаэля Сильвестра, известного по игре за «Манчестер Юнайтед» и лондонский «Арсенал».

## Клубная карьера
Сильвестр начал свою профессиональную карьеру в «Сошо» в 1985 году. В 1987 году клуб вылетел в Лигу 2, но уже в следующем сезоне клуб выиграл его и дошёл до финала Кубка Франции, где уступил «Мецу» в серии пенальти.
Летом 1993 года Сильвестр перешёл в «Осер», который возглавлял Ги Ру. За новый клуб Франк успед сыграть с известными Франком Верлат и Лораном Блан. В сезоне 1995/96 помог клубу оформить золотой дубль (выиграть национальные чемпионат и кубок).
В 1998 году он перебрался в «Монпелье», где также был частым стартовым игроком и чуть позднее капитаном команды. В сезоне 2000/01 помог клубу вернуться в Лигу 1. В январе 2003 года перешёл в «Бастию», которой помог избежать вылета из высшего дивизиона Франции.
В возрасте 36 лет Сильвестр перешёл в австрийский «Штурм», где также был частым стартовым игроком.
В январе 2006 года подписал контракт с последней командой Лиги 2 — «Сет». Не сумев помочь клубу сохранить место в лиге, Франк завершил карьеру, сыграв в общей сложности в 638 матчах лиги.

## Карьера за сборную
В состав молодёжной сборной Франции был включён на Чемпионат Европы 1988, где «маленькие синие» взяли золотые награды, а Сильвестр отличился одним из забитых голов в ответном матче финала против сборной Греции.
Дебют за национальную сборную Франции состоялся 7 февраля 1989 года в товарищеском матче против сборной Ирландии (0-0). Был включен в состав сборной на чемпионат Европы 1992 в Швеции, но все матчи провёл на скамейке запасных. Всего Сильвестр провёл за сборную 11 матчей.

## Достижения

### «Сошо»
- Чемпион Лиги 2ː 1987/88
- Финалист Кубка Францииː 1987/88

### «Осер»
- Чемпион Францииː 1995/96
- Обладатель Кубка Францииː 1993/94, 1995/96

### Франция (до 21)
- Чемпион Европыː 1988